# Hecker Henrik

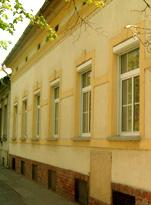
A szegedi metodista gyülekezet imaháza a Londoni körúton (1929)

Hecker Henrik (Kaposszekcső, 1903. április 13. – Szeged, 1950. április 5.) metodista lelkész.

## Élete
Hecker Henrik édesapja Johann Hecker telkes gazda volt, aki 1870. július 10-én született Kaposszekcsőn. 1893. május 16-án feleségül vette Elisabetha Katharina Wekerle evangélikus hajadont, aki 1871. október 21-én, Felsőnánán született. Valamennyi gyermekük: Éva, Erzsébet, Katalin, János, Henrik és Ádám is Kaposszekcsőn született. Henrik gimnáziumi tanulmányait Dombóváron végezte. Erzsébet és Katalin diakonisszák, Henrik és Ádám lelkészek lettek a metodista egyházban.
Henrik teológiai tanulmányait a németországi Frankfurt am Main-ban a Püspöki Methodista Egyház Teológiáján végezte majd 1927. szeptember 3-án John L. Nuelsen metodista püspök lelkésszé szentelte. Első szolgálati helye Kaposvár, 1929. áprilisától Szeged, ahol vezetésével jött létre az egyház szegedi gyülekezete, közben eljegyezte a budapesti német metodista gyülekezet tagjai közül Heinrich Karl Albert Baade és Maria Margarete Rittermann fiatalabb gyermekét, Baade Margit Máriát. 1929. szeptember 12-én házasságot kötöttek.
1931 nyarán a gyülekezet használatába került a Londoni körút 18. számú ház, ami ma is a szegedi metodista gyülekezet otthona. Mórahalom környékén is gyarapodásnak indult a missziói munka. 1933-ra Hecker Henrik már több prédikálóállomásra jár. Áldozatos és eredményes szolgálata nyomán alakult meg a szegedi, a mórahalmi és az ásotthalmi metodista gyülekezet. Hecker Henrik nemcsak a helyi, hanem az országos egyházi munkában is értékes szolgálatokat végzett. Ezekben az években többször is behívták Hecker Henriket katonának. Egy időre kivitték az orosz frontra is. Közben 1943-ban Szeged-Alsóközponton (Mórahalmon) imatermet építettek.
Nyolc gyermekük született: Heinrich, Marianna, Heinrich Karl, Margareta Elisabetha, Adelheid Dorothea, Hildegard Ildikó, Gottfried Ivan Erich, Ágnes Gyöngyi. Heinrich nevű fia csak két napig élt. 1945. január 13-án Budapesten, a Felsőerdősorban levő imateremben egy becsapódó akna repeszdarabja Marianna halálát okozta. Közben édesapját – ekkor civilként – elvitték szovjet fogságba. 
Hecker Henrik szovjet fogsága 1948. december közepéig tartott. A fogságban szerzett súlyos betegsége miatt március közepén ágynak esett. A hónap végén végzetesre fordult betegsége, miközben felesége megszülte nyolcadik gyermeküket, Ágnes Gyöngyit, aki egy hónapos korában meghalt. Hecker Henrik – 1950. április 5-én – nagy szenvedés után – hazatért Megváltó Urához. Temetése április 6-án volt a szegedi református temetőben.

## Kapcsolódó oldalak
- Magyarországi Metodista Egyház
- metodizmus
- Egyesült Metodista Egyház
- Püspöki Methodista Egyház
- Angol Metodista Egyház
- John Wesley